# Broadstone (Dorset)
Broadstone es una ciudad y barrio de Poole en Dorset, Inglaterra. Está localizado a 4,8 kilómetros (3 mi) de la  estación de ferrocarril Hamworthy y 11 kilómetros (6,8 mi) del Aeropuerto Internacional de Bournemouth. La ciudad tiene una población de 10 256 habitantes según el censo del Reino Unido de 2001.
Desde 1840, ha crecido de ser una pequeña granja a un barrio de 10 000 personas. Alrededor de la carretera principal (B3074), The Broadway es el centro de actividad con tiendas, iglesias, escuelas y viviendas. Broadstone es reconocido por sus grandes campos de ocio y suparque de brezo, así como su cabalgata e ilumninación de Navidad. Los 0,097 kilómetros cuadrados (24 acre) del brezal de Broadstone contiene algunos de los brezos originales que cubrieron la cuenca de Poole.

## Historia
En 1840, la granja Broadstone fue construida y la vía del tren la rodeó en 1847. Su primera iglesia fue erigida en 1853, la cual posteriormente se convirtió en el centro de reunión de la Scout Association. La primera estación de ferrocarril se levantó en 1872 con el nombre de New Poole Junction, después de varias revisiones del nombre, en 1890 adquirió el de "Broadstone". La escuel primaria de Broadstone fue originariamente una Dame school, fundada en 1871. Al comienzo del siglo siguiente comenzó la producción de esencia de lavanda. Ésta cesó en 1935 cuando la fábrica ardío, pero todavía se puede encontrar en la zona mucha lavanda. La rápida expansión de la ciudad ha ocurrido con el desarrollo del barrio planificado de Pine Springs y la apertura de una escuela adicional para dar cobertura al incremento de población.

## Toponimia
La leyenda indica que un cierto número de losas de roca (broad stones en inglés) se dispusieron para que la gente puudiera cruzar un cauce sin mojarse los pies.septiembre de 2008[cita requerida] Este arroyo discurre en el valle situado entre la carretera de Clarendon y la carretera de Springdale, y las rocas estaban localizadas cerca de la granja Brookdale. El pub Stepping Stones fue llamado así por esta leyenda, y muestra una gran piedra en su terraza. Se especulaba con que era la original, pero fue robada hace décadas y desde entonces se reemplazó por una réplica. 

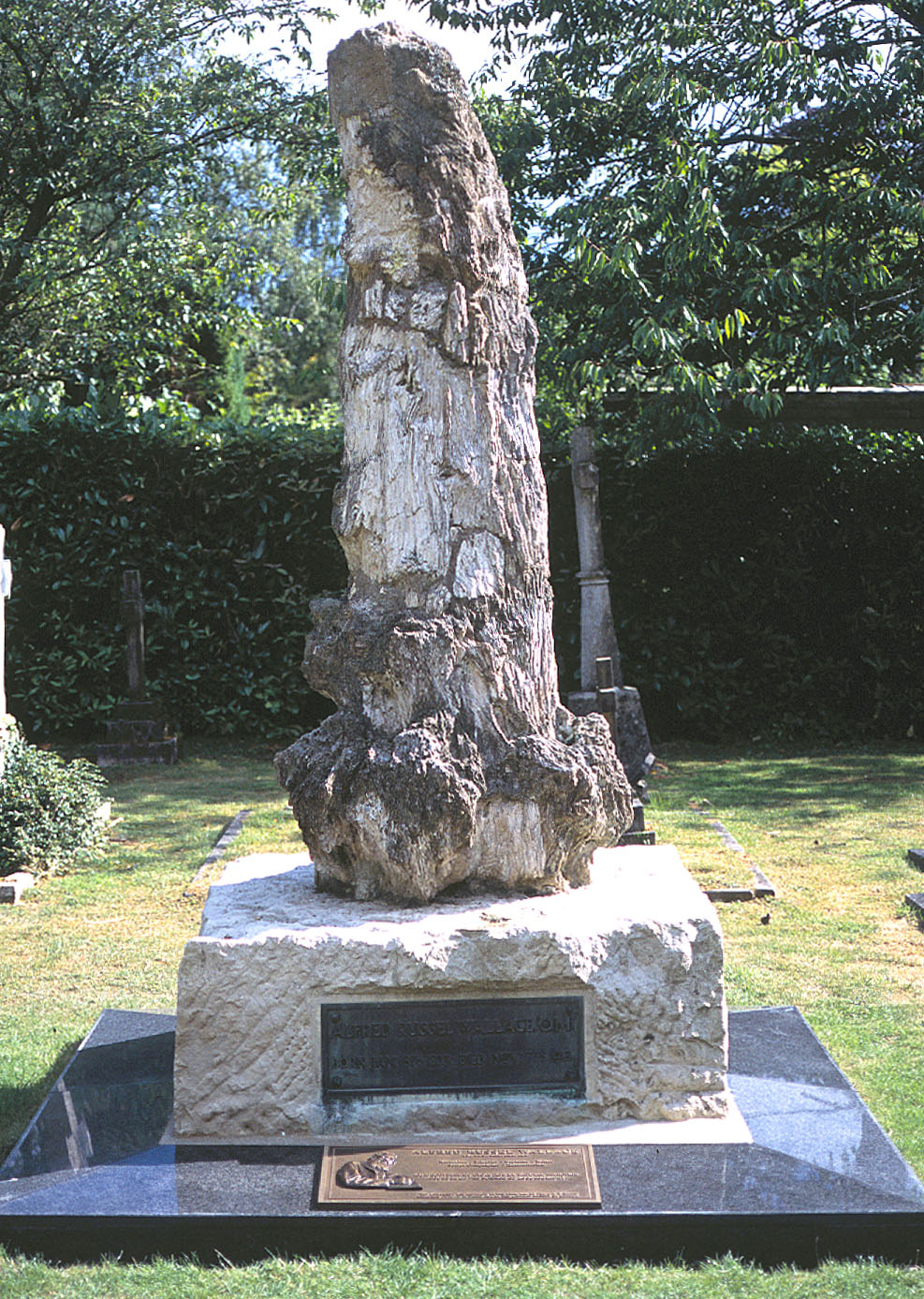
Sepultura de Wallace en el cementerio de Broadstone.

## Personajes ilustres
- Alfred Russel Wallace fue un biólogo, naturalista y filósofo victoriano, el cual propuso de forma independiente la misma teoría de la evolución que Charles Darwin, vivió en Broadstone los últimos años de su vida.[1] Construyó su propia casa, llamada Old Orchard, cerca de la que ahora es la Carretera Wallace. Los restos de Wallace fueron inhumados en el cementerio de Broadstone, cerca de la que fue su esposa, Annie. Su tumba fue restaurada por la "Fundación en Memoria de A. R. Wallace" en el año 2000. La adorna un tronco de árbol fósil de 2,1 metros (6,9 pies) sobre un bloque de mármol de Purbeck.[2]
- Annette Brooke, miembro del Partido Liberal Demócrata es miembro del parlamento (MP) por el distrito electoral de Mid Dorset and North Poole desde 2001, actualmente (2008) reside en Broadstone.
- Bryan Telfer, comodoro de la Royal Navy y veterano de la Guerra de las Malvinas está enterrado en el cementerio de Broadstone.
- Victor Watkins, quien vivió en Broadstone fue el primer scout en Inglaterra en ganar el King's Scout Award (ahora el Queen's Scout Award) y una placa conmemorativa (Blue Plaque) será pronto descubierta sobre el muro exterior del restaurante Bollywood Indian en la carretera de Lower Blandford.

## Educación
Broadstone tiene una gran escuela primaria y un escuela secundaria en la carretera de Dunyeats. Corfe Hills School está también ubicada en Broadstone y es una de las mayores escuelas sencundarias de Dorset. Su área de influencia incluye a Broadstone, Poole, Corfe Mullen, Wimborne, Merley así como otras zonas.

## Clubes y asociaciones
Broadstone es el centro de muchos clubes, sociedades y organizaciones del área sudeste de Dorset, incluyendo el club de arco Lytchett Matravers, Grupo Scout de Broadstone y Springdale Scout Group (en todos los grupos de edad), Club de Fútbol de Broadstone, el Club de Golf de Broadstone, la sociedad de horticultura de Broadstone, la sociedad de tenis de Broadstone, la sociedad caledonia de Dorset, el centro juvenil de Broadstone y el club de cricket de Broadstone. Otras sedes locales son la British Legion, el Rotary club, el club de bolos Wessex, etc.